# Aise Johan de Jong

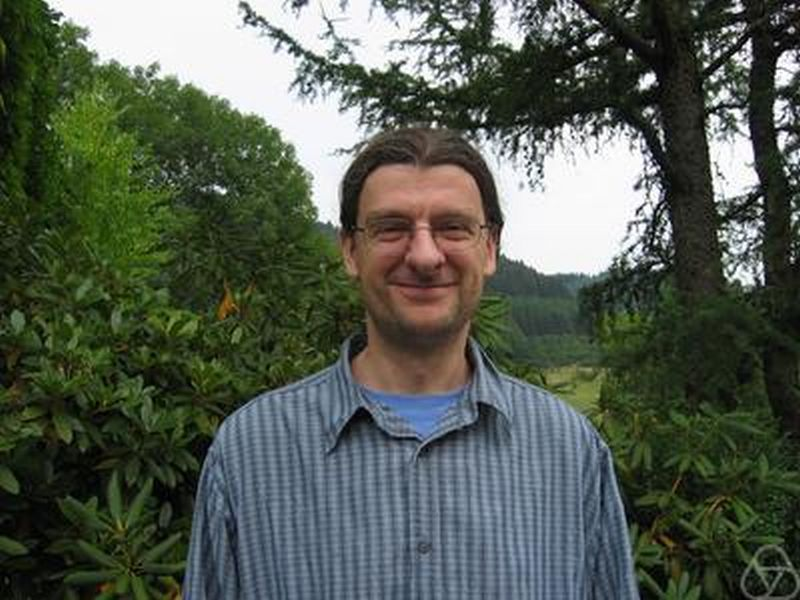
Aise Johan de Jong

Aise Johan de Jong (Brugge, 30 januari 1966) is een Nederlands wiskundige, die werd geboren in België. Hij is momenteel hoogleraar in de wiskunde aan de Columbia University. Zijn interesse gaat onder andere uit naar de algebraïsche meetkunde.
De Jong volgde de middelbare school in Den Haag. Daarna behaalde hij zijn doctorandustitel aan de Universiteit van Leiden. In 1992 promoveerde hij onder begeleiding  van Frans Oort en Joseph H.M. Steenbrink aan de Radboud Universiteit Nijmegen. 
In 2000 won hij een Cole-prijs in de algebra voor zijn werk op het gebied van wiskundige singulariteiten.

## Geselecteerde werken
- (en)  De Jong, A. J. (1996). Smoothness, semi-stability and alterations. Publications Mathématiques de l'IHÉS 83: 51–93.

## Voetnoten
1. ↑   2000 Cole Prize. Gearchiveerd op 5 maart 2021.